# 真澄鏡
真澄鏡（ますみのかがみ）は、諏訪大社上社の神宝の一つ。

## 概要

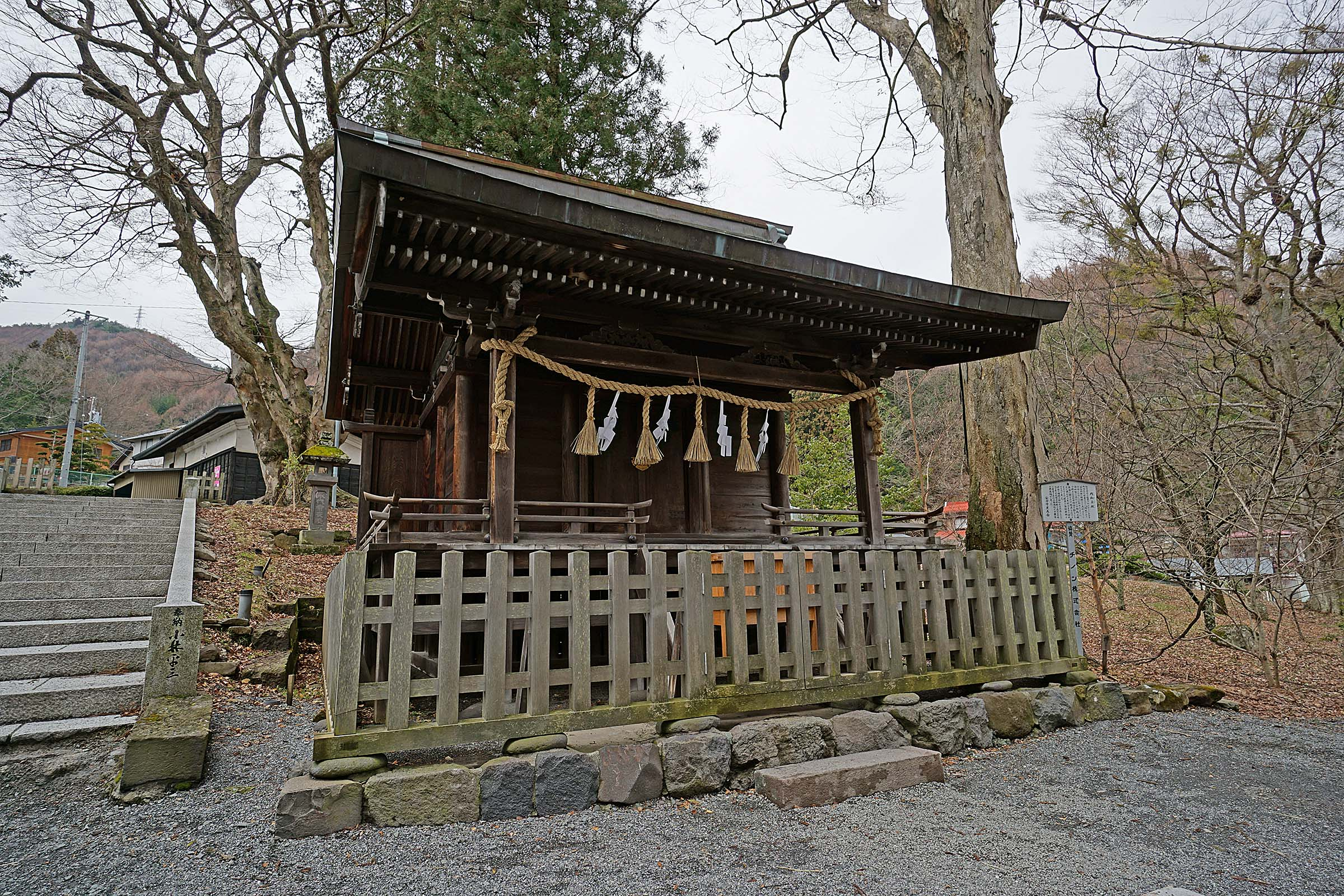
内御玉殿（諏訪大社上社前宮）

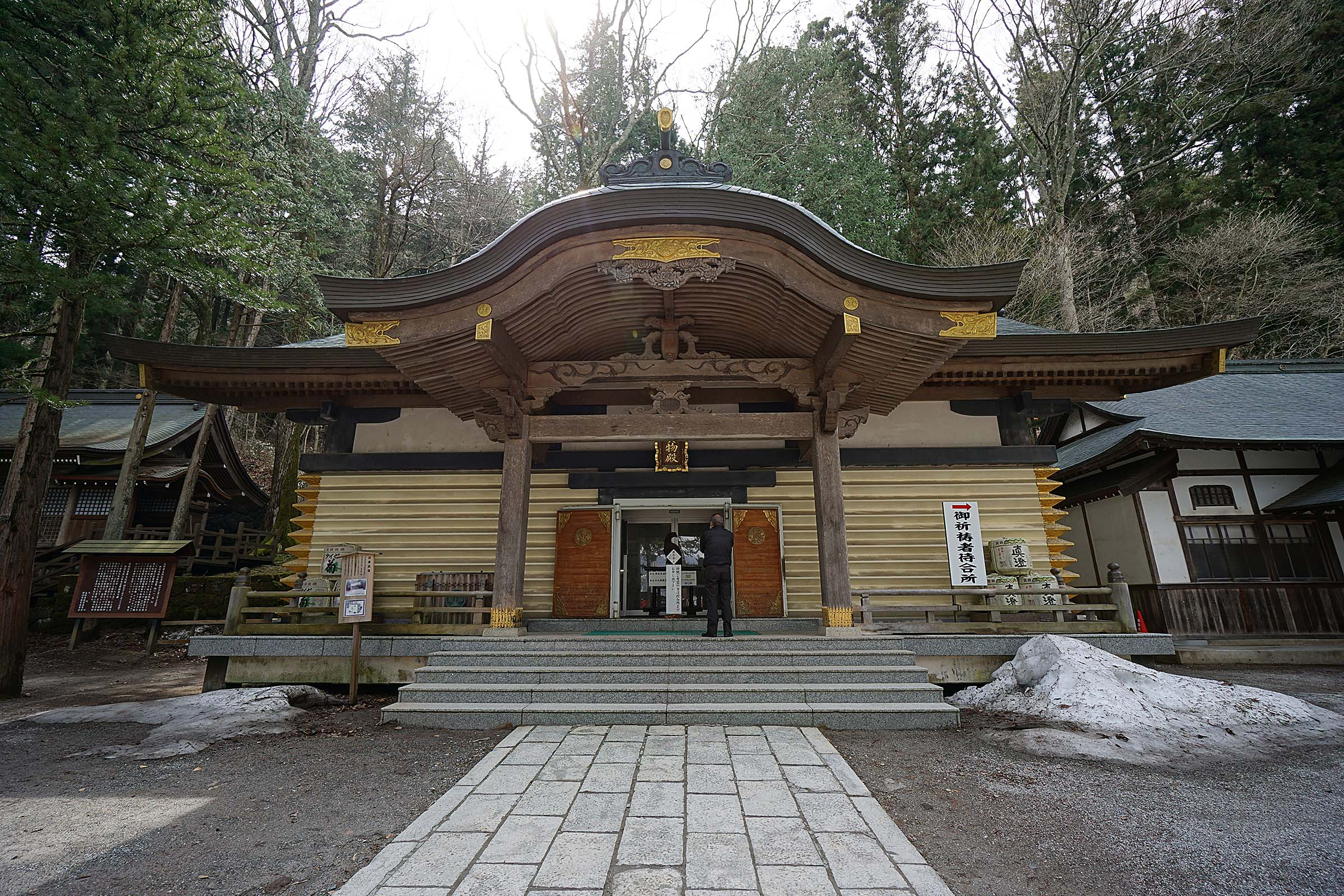
宝物殿（諏訪大社上社本宮）

伝承では諏訪上社の神宝は祭神である諏訪明神（建御名方神）が携えたものとされている。古くは他の神宝（八栄鈴等）とともに上社前宮（長野県茅野市）境内にある内御玉殿（）に納められていた。
諏訪明神の生ける神体とされた上社の大祝（）はかつて、毎年2回（3月巳の日・9月下旬の寅または申の日）真澄鏡の前に八栄鈴を鳴らし天下泰平の祈願をした。鏡はくもったことがなく、諏訪氏（上社大祝家）の氏人のみを映すと言われている。
鏡は現在、第一の神宝として上社本宮（諏訪市）の宝殿に安置されているため、拝見することは出来ない。

### 考証
宝治3年（1249年）に書かれたと言われている『諏訪信重解状』に見られる諏訪明神の降臨の神話と、瓊々杵尊（天孫降臨）や饒速日命の天降り神話との類似点が指摘されている。上社大祝が生き神とされたのも天皇を現人神とする思想と似ている。
鏡・鈴・馬具を持参して降臨したと言われる諏訪明神の姿が、古墳時代末期に横穴石室古墳文化と飼馬技術を諏訪地域に持ってきた勢力（上社の諏訪氏と下社の金刺氏の祖先か）の姿と重なるという見解があるが、現存する上社の神宝のほとんどが奈良・平安時代のものである。また、『信重解状』の内容や形式に不可解な点が多く、宝治年間のものではなく後世の偽作とする見解もある。

## その他
宮坂醸造の日本酒「真澄」の銘柄は真澄鏡に由来する。